# Janine Thompson
Janine Thompson (* 12. September 1967) ist eine ehemalige australische Tennisspielerin.

## Karriere
Auf der WTA Tour gewann sie einen Einzel- und vier Doppeltitel.
Für die australische Fed-Cup-Mannschaft bestritt sie von 1986 bis 1990 fünf Partien im Doppel, von denen sie vier gewann.

## Turniersiege

### Einzel
| Nr. | Datum        | Turnier | Kategorie | Belag           | Finalgegnerin   | Ergebnis |
| --- | ------------ | ------- | --------- | --------------- | --------------- | -------- |
| 1.  | 9. März 1986 | Hershey | WTA       | Teppich (Halle) | Catherine Suire | 6:1, 6:4 |

### Doppel
| Nr. | Datum        | Turnier       | Kategorie   | Belag             | Partnerin        | Finalgegnerinnen              | Ergebnis      |
| --- | ------------ | ------------- | ----------- | ----------------- | ---------------- | ----------------------------- | ------------- |
| 1.  | Oktober 1988 | Nashville     | WTA Tier V  | Hartplatz (Halle) | Jenny Byrne      | Elise Burgin Rosalyn Fairbank | 7:5, 6:7, 6:4 |
| 2.  | Februar 1989 | Wellington    | WTA Tier V  | Hartplatz         | Elizabeth Smylie | Tracy Morton Heidi Sprung     | 7:6, 6:1      |
| 3.  | Mai 1989     | Rom           | WTA Tier II | Sand              | Elizabeth Smylie | Manon Bollegraf Mercedes Paz  | 6:4, 6:3      |
| 4.  | Mai 1989     | Berlin (West) | WTA Tier I  | Sand              | Elizabeth Smylie | Lise Gregory Gretchen Magers  | 5:7, 6:3, 6:2 |

## Abschneiden bei Grand-Slam Turnieren

### Einzel
| Turnier         | 1985 | 1986 | 1987 | 1988 | 1989 | 1990 | Bilanz | Karriere |
| --------------- | ---- | ---- | ---- | ---- | ---- | ---- | ------ | -------- |
| Australian Open | 1    | —    | AF   | 2    | —    | 1    | 4:4    | AF       |
| French Open     | 1    | 1    | —    | —    | AF   | 1    | 3:4    | AF       |
| Wimbledon       | 1    | 1    | —    | —    | 2    | —    | 1:3    | 2        |
| US Open         | 1    | —    | —    | —    | 1    | —    | 0:2    | 1        |

### Doppel
| Turnier         | 1983 | 1984 | 1985 | 1986 | 1987 | 1988 | 1989 | 1990 | Bilanz | Karriere |
| --------------- | ---- | ---- | ---- | ---- | ---- | ---- | ---- | ---- | ------ | -------- |
| Australian Open | 1    | —    | AF   | —    | AF   | AF   | 1    | AF   | 6:6    | AF       |
| French Open     | —    | —    | —    | AF   | —    | VF   | 1    | 2    | 6:4    | VF       |
| Wimbledon       | —    | —    | —    | VF   | —    | 1    | —    | 1    | 3:3    | VF       |
| US Open         | —    | —    | —    | —    | —    | VF   | VF   | 1    | 6:3    | VF       |